# Cuộc nổi dậy Đoàn Hữu Trưng
Cuộc nổi dậy Đoàn Hữu Trưng xảy ra vào ngày 16 tháng 9 năm 1866 do Đoàn Hữu Trưng khởi xướng, có thể gọi là cuộc đảo chính lần thứ ba dưới triều vua Tự Đức. Những người lãnh đạo cuộc nổi dậy tin rằng việc đưa Đinh Đạo (tức Ưng Đạo, con trai trưởng của Hồng Bảo) lên thay Tự Đức sẽ cải thiện được tình hình rối ren trong nước và công cuộc kháng Pháp sẽ hiệu quả hơn. Do lực lượng nổi dậy dùng chày vôi (dụng cụ lao động) làm vũ khí, nên sử nhà Nguyễn và người dân quen gọi sự kiện này là Loạn chày vôi hoặc Giặc chày vôi.

## Nguyên nhân
Tự Đức lên ngôi trong lúc chế độ phong kiến ngày càng mục nát, kiệt quệ và cuộc sống của người dân vốn chịu nhiều tai ách đã hết sức cùng cực. Thiên tai, dịch bệnh xảy ra nhiều năm liền, loạn lạc nhiều nơi, thực dân Pháp đang lấn chiếm nước Việt. Nội bộ hoàng tộc dưới triều Tự Đức cũng đang tan vỡ, phân hóa trầm trọng với hai sự kiện lớn là vụ Hồng Bảo (1854) và vụ Hồng Tập (1864). Sau khi nhà Nguyễn phải ký hòa ước năm 1862 nhường ba tỉnh miền Đông cho Pháp, một số người chủ chiến không bằng lòng và không còn tin phục vua Tự Đức nữa. Hồng Tập, con hoàng thân Miên Áo (em chú bác của Hồng Nhậm, tức vua Tự Đức) một số quan lại, quý tộc theo đường lối kháng Pháp (phe chủ chiến), mưu sự giết Phan Thanh Giản và Trần Tiễn Thành, bởi theo quan điểm của những người mưu sự, hai ông này chính là đại diện của phe chủ hòa. Việc không thành, Hồng Tập bị chém bêu đầu, những người trong hoàng tộc tham gia bị Tự Đức kết án trảm giam hậu và bắt đổi sang họ mẹ. 
Trước tình cảnh đó, Đoàn Hữu Trưng đứng về phía những người chủ chiến và những người dân bị bóc lột, bị áp bức. Theo ông, cần phải thay thế Tự Đức bằng một ông vua yêu nước tiến bộ khác, mới có thể chỉnh đốn và bảo vệ được đất nước trước họa ngoại xâm.

## Chuẩn bị cho cuộc nổi dậy
Khởi đầu, Đoàn Hữu Trưng xin ra khỏi Ký Thưởng viên của cha vợ là Tùng Thiện Vương, đồng thời trả vợ là Thể Cúc với cớ "bất kính với cha mẹ chồng". Tuy nhiên, rất có thể đây chỉ là cái cớ của Hữu Trưng, phòng khi cuộc nổi dậy thất bại, vợ và gia đình bên vợ ít bị liên lụy.
Được tự do, Đoàn Hữu Trưng liền "rượu sớm trà trưa" để có dịp kết giao với những người cùng chí hướng.

### Đông Sơn thi tửu hội
Có lẽ, Đông Sơn thi tửu hội ra đời trong khoảng từ 1864-1865 với chủ trương "uống rượu, ngâm thơ, tiêu khiển phóng khoáng". Nhưng thực tế, tổ chức này chính là "bộ tham mưu" của cuộc khởi nghĩa, còn chuyện "thơ rượu" chẳng qua chỉ là vỏ bọc để che mắt những quan lại, sai nha khác chính kiến đang rình rập khắp nơi...
Buổi đầu, hội có năm người gồm Đoàn Hữu Trưng (đứng đầu) và hai em ruột là Đoàn Tư Trực, Đoàn Hữu Ái cùng hai người bạn thân thiết là Trương Trọng Hòa và Phạm Lương.
Sách lược thầm kín của hội là tôn phù Đinh Đạo lên ngôi vua và tôn Tự Đức lên làm Thái thượng hoàng:
...Trước tôn vua Thái thượng hoàng,
Sau tôn ngũ đại đồng đường lên ngôi...
Để rồi:
...Trong trừ tả đạo cho thanh,
Ngoài cùng Tây tặc tranh giành một phen...

### Tuyên truyền, vận động
Theo sách lược trên, ba anh em họ Đoàn đã thực hiện được những việc:
- Đoàn Tư Trực: khảo sát tình hình nội thành, cải trang thành người bán sách để bí mật gặp Đinh Đạo đang bị quản thúc trong cung.

Đỗ Bang cho biết khi vào được trong cung, Đoàn Tư Trực đã kết nghĩa với Đinh Đạo. Dự kiến Tư Trực sẽ tìm cách giải thoát cho Đinh Đạo và đưa ông vào Nam gặp Trương Định, để cùng kháng Pháp... Theo sử gia Phạm Văn Sơn: "năm Tự Đức thứ 17 (1864) nhân vì phát giác ra vụ án của tên nghịch Võ Tập nên lại phải giam vào ngục tối ở phủ Thừa Thiên. Đinh Đạo giam riêng một nơi". Như vậy, việc gặp mặt này nếu có, chắc chắn phải xảy ra trước khi Đinh Đạo và ba em bị giam cầm trong ngục tối. 
- Đoàn Hữu Ái: năm 1865, cạo đầu giả làm nhà sư, để lôi kéo các sư sãi và một số tín đồ Phật giáo, vốn rất được xem trọng ở Huế, vào tổ chức. Đặc biệt, Hữu Ái đã vận động được sư Nguyễn Văn Quý, trụ trì chùa Long Quang có chùa riêng là Pháp Vân (chùa Khoai), nhận giúp mấy việc: làm "quân sư" cho hội Đông Sơn, cho hội mượn chùa làm cơ sở bí mật dùng để hội họp, chế tạo khí giới, may cờ và sẽ là bản doanh khi cuộc khởi nghĩa nổ ra.

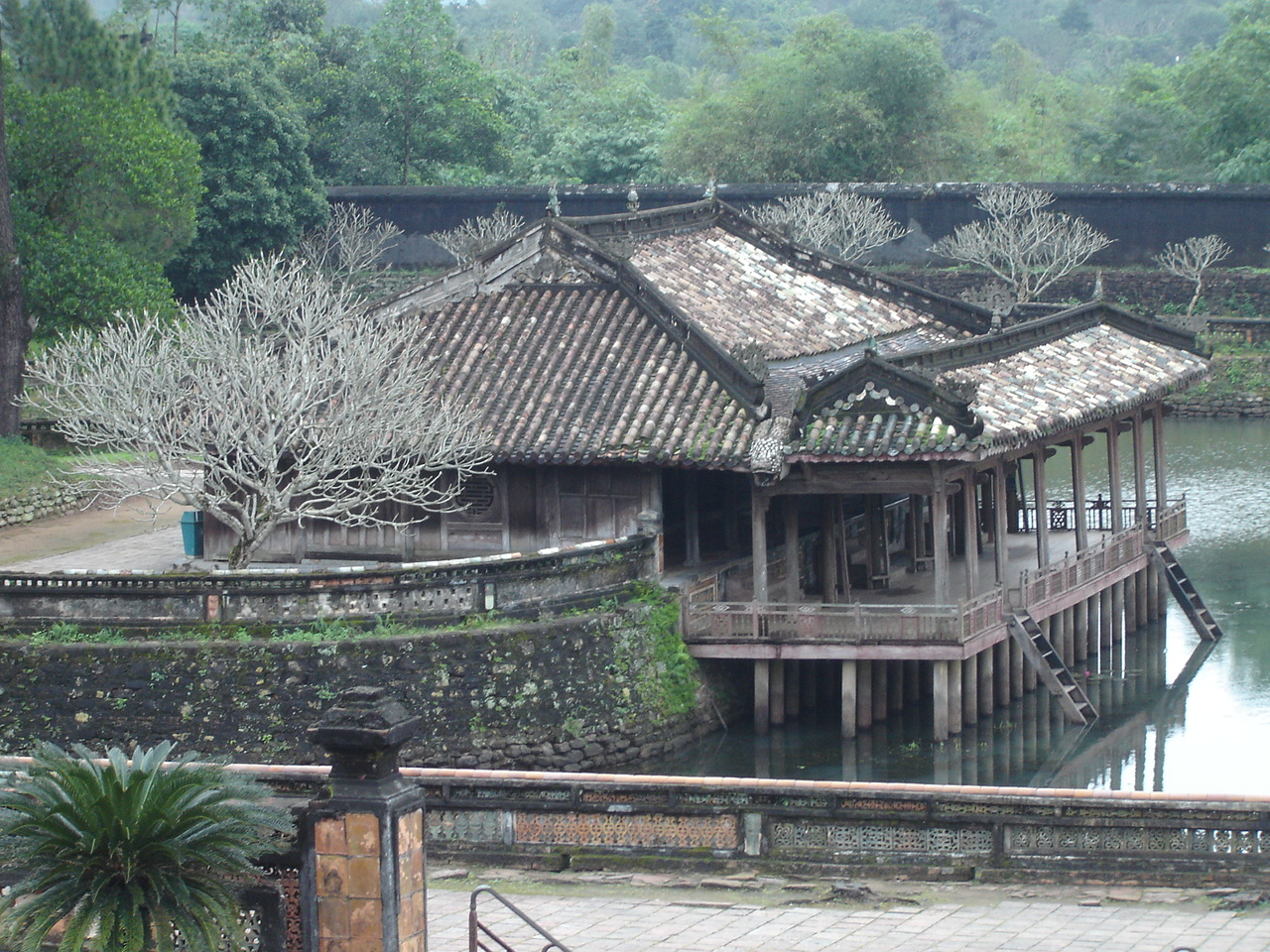
Lăng Tự Đức, tức Vạn Niên cơ.

Đây là một thành công lớn của hội, vì thuở đó, nơi chùa Pháp Vân tọa lạc là một vùng đồi núi hiểm trở, đi lại rất khó khăn, ít người lui tới. Chùa Pháp Vân cách kinh thành 5 km, chỉ cách Vạn Niên cơ (lăng Tự Đức) khoảng 1 km, nơi mà ngày cũng như đêm luôn có khoảng ba ngàn quân lính, phu thợ đang chịu khổ sở vì việc xây lăng. Bấy giờ, trong dân gian có câu: 
Vạn Niên là Vạn Niên nào?
Thành xây xương lính, hào đào máu dân. 
Và câu: 
Một thằng Biện Chất nên ghê,
Xem quân như cỏ chẳng hề xót thương.
Hai câu thơ này có ý khích động lòng căm phẫn của nhân dân. Tuy nhiên, theo sử gia Phạm Văn Sơn thì chưa hẵn 2 câu thơ này là của nhân dân mà có thể là do phe đảo chính tung ra.
Chính vì thế, Chùa Pháp Vân trở thành đối tượng cần tuyên truyền để trở thành lực lượng nòng cốt cho cuộc nổi dậy.
- Đoàn Hữu Trưng: lôi kéo được các quan lại cao cấp nhận làm nội ứng, chuẩn bị được hàng trăm chiếc thuyền chờ sẵn khi khởi sự ở bến đò Trường Súng...

Nhờ công tác tuyên truyền, vận động, nên ngoài nhà sư Nguyễn Văn Quý, hội có thêm một số người tham gia như: Nguyễn Văn Viên (nhà sư), Nguyễn Văn Lý (nhà sư), Tôn Thất Cúc (hữu quân), Tôn Thất Giác (vệ úy), Lê Chí Trực (đội trưởng), Lê Văn Cơ (đội trưởng), Bùi Văn Liệu (suất đội), Lê Văn Tề (lính vũ lâm),...

## Diễn biến
Sau khi mọi công tác chuẩn bị đã hoàn tất, bộ chỉ huy do Đoàn Hữu Trưng lãnh đạo quyết định chọn đêm 16 rạng ngày 17 tháng 9 năm 1866, là ngày hữu quân Tôn Thất Cúc trực ở kinh thành và suất đội Bùi Văn Liệu đã có mặt ở công trường Vạn Niên, làm thời điểm xuất kích.
Để có cớ tập trung đông người, Đoàn Hữu Trưng bàn với mẹ và vợ Đinh Đạo xin lập đàn chay cho Hồng Bảo. Lúc này Hồng Bảo chết đã lâu và các con ông đều đã bị giam cầm, nên nhà vua chấp thuận.

### Đến Vạn Niên cơ
Buổi lễ cúng kéo dài đến ngày thứ ba, khoảng 3 giờ sáng, ngày 16 tháng 9 năm 1866, từ lễ đàn Pháp Vân, Đoàn Hữu Trưng dẫn đầu đoàn quân khởi nghĩa kéo sang công sở Vạn Niên. Ông tự xưng tham tri bộ Công, ngồi trên chiếc võng điều có lọng che và lính hầu quạt theo lệnh vua để khám xét công trường. Bắt hai tên đốc công cay nghiệt là Nguyễn Văn Chất và Nguyễn Văn Xa, điều về kinh trị tội. Biện lý Chất ngẫu nhiên đêm hôm ấy lén về thành nên thoát nạn. Còn các binh phu hễ ai đang cầm chày giã vôi trong tay thì được đổi phiên về nghỉ. Binh phu nghe nói cả mừng đổ xô vào bắt thống chế Xa trói lại rồi vác chày vôi theo.
Đội trưởng Lê Văn Cơ và Nguyễn Tăng Hựu do nhận lời làm nội ứng từ trước nên cũng dẫn quân gia nhập. Với lực lượng hơn ba ngàn người, nghĩa quân được chia đều làm 3 đạo: 
- Tiền đạo: Đoàn Tư Trực và Nguyễn Văn Vũ chỉ huy.
- Trung đạo: Đoàn Hữu Trưng, Đoàn Hữu Ái và Phạm Lương chi huy.
- Hậu đạo: Trương Trọng Hòa và nhà sư Nguyễn Văn Quí chỉ huy.

Tất cả đoàn quân trên giương cao lá cờ "Ngũ đại hoàng tôn", từ công trường Vạn Niên nhanh chóng vượt sông Hương.

### Vào Đại Nội

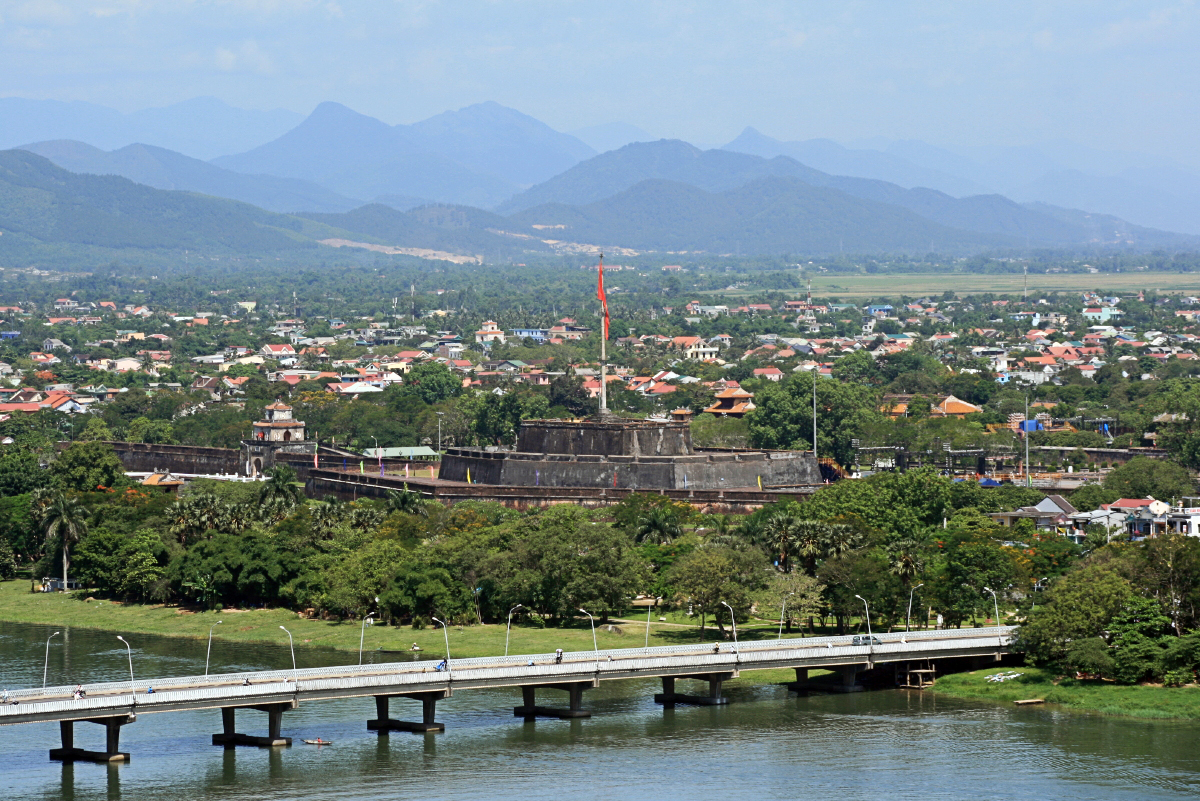
Kinh thành Huế.

Vào cuối canh năm, sau khi nghe mấy phát súng hiệu ở Kỳ Đài nổ, báo hiệu các cửa thành được mở, lập tức tiền và trung đạo tiến đến cửa Hữu (Tây Nam), vào Ngọ Môn (hoàng thành Huế) rồi rẽ qua hai bên đến các kho Kim Ngô và Cẩm y để đoạt vũ khí. Khi ấy, hữu quân Tôn Thất Cúc cũng vừa mở Đại Cung Môn để đón nghĩa quân vào. Nghe huyên náo, phó vệ úy Hùng chạy ra ngó khiến Tôn Thất Cúc phải tránh mặt. Chỉ huy sứ Phạm Viết Trang và vệ úy Nguyễn Thịnh định đóng cửa lại thì bị chém bị thương. Quân nổi dậy vừa tiến vào vừa đánh lui được quân triều đình.
Chiếm được Điện Cần Chánh, Đoàn Hữu Trưng chưa biết đâu là cửa Tấu Môn thì chưởng vệ long võ quân Hồ Oai xuất hiện. Thấy quân nổi dậy đông quá, Hồ Oai hoảng sợ chạy lui về cửa Điện Càn Thành, nơi vua đang ngủ. Thủ lĩnh Trưng nhanh chóng đuổi theo rồi lia gươm qua khe cửa, chém mất tai phải của Hồ Oai, nhưng viên tướng này vẫn ghì chặt cửa nên Đoàn Hữu Trưng không vào được nơi vua ngủ. Bắt không được vua, Đoàn Hữu Trưng cho tập trung quân tại sân Điện Thái Hòa, truyền lệnh thu quân mà không cho quân truy đuổi và chiếm lĩnh những nơi trọng yếu. Sau đó, Hữu Trung sai Đoàn Tư Trực đến khám đường rước Đinh Đạo về tấn phong. Chính việc làm này của Hữu Trung đã bỏ lỡ thời cơ cho quân nổi dậy, tạo điều kiện cho Hồ Oai và các tướng lĩnh khác kịp thời tập họp binh lính, thị vệ để phản công.

### Thất bại
Quân triều do Hồ Oai cầm đầu giao chiến một hồi với quân nổi dậy thì thủ lĩnh Hữu Trưng chợt phát chứng đau bụng nên chóng kiệt sức rồi bị bắt.
Đoàn Tư Trực bị Hồ Oai đâm bị thương. Đoàn Hữu Ái thấy không thể thoát thân được, chạy vào nhà bếp của đội hộ vệ định thắt cổ nhưng cũng bị quân triều bắt lại. Nguyễn Văn Vũ hốt hoảng nhảy xuống hồ Thái Dịch định tự tử, bị cử võ Nguyễn Văn Thịnh nhảy theo kéo lên... 
Sử gia Phạm Văn Sơn lại kể rằng Phó vệ úy Hùng đem quân cẩm y đến Điện Thái Hòa, thấy Hữu Ái đang ngồi bên Long ỷ (ghế tựa của vua), liền thét lớn "giặc đó". Quân triều nghe vậy xô nhau nhảy tới đâm Ái gần chết. Xong, tiến vào phía trong gặp Hữu Trưng và Hữu Trực ở ngoài Tấu Môn, hai bên đánh nhau một hồi rốt cuộc Trưng, Trực đều bị bắt sống.
Khi tiền và trung đạo của quân nổi dậy đều đã tan tác, hậu quân chuẩn bị vượt sông Hương. Nhà sư Nguyễn Văn Quí biết cơ sự đã vỡ, lẻn trốn về chùa Pháp Vân trước, còn Trương Trọng Hòa, do không biết gì nên vẫn cho quân xông vào trại Thần Cơ bên ngoài hoàng thành để thu khí giới, nghi trượng. Chỉ huy trại là hiệp quản Võ Giác sau khi giao nộp mọi thứ, liền dẫn quân lính xin theo. Nhưng khi đến cửa Chương Đức, hậu quân bị quân triều do Nguyễn Hùng, Lê Binh, Lê Sĩ chỉ huy chặn lại. Hai bên đánh nhau quyết liệt một lát thì hàng ngũ quân nổi dậy rối loạn, Trương Trọng Hòa cũng bị bắt trói...
Ngay sau đó, một đội quân ở Đại Nội được lệnh đi ngay lên chùa Pháp Vân bắt giam nhà sư Nguyễn Văn Quí...

## Kết cục
Cuộc nổi dậy thất bại, ba anh em Đoàn Hữu Trưng, Đoàn Hữu Trực, Đoàn Hữu Ái bị xử lăng trì. Khi ấy, Đoàn Hữu Trưng chỉ mới 22 tuổi. Đoàn Thi bị án tử hình, Đoàn Khóa mất tích, Đoàn Hào chết, Đoàn Thị Châu bị kết án tù đày 20 năm sau mới về... Cả họ Đoàn bị đổi sang họ Đoạn, con cháu phải lưu tán, không được thi cử... Nhưng sử gia Đỗ Bang, gia đình Đoàn Hữu Trưng bị án tru di tam tộc.
Tự Đức cho tịch thu gia sản của Đoàn Hữu Trưng, chỉ để lại một phần nhỏ cho bà mẹ vì bà đã lớn tuổi, lại bị mù. Thể Cúc - vợ Đoàn Hữu Trưng - nhờ trước ngày khởi sự đã bị "đuổi" về nhà bố mẹ ruột vì tội "bất kính với mẹ chồng" nên được miễn nghị, nhưng buộc cải sang họ mẹ là họ Tống và phải đi tu. Đối với Tùng Thiện Vương - là chú vua và là cha vợ Đoàn Hữu Trưng - bị tình nghi có liên quan, nhưng vì không có chứng cớ nên "sau ba ngày đêm cùng Thể Cúc phủ phục ở cửa Đông Ba để chịu tội", ông chỉ bị phạt truất bổng 8 năm, đóng cửa Ký Thưởng viên và không được tiếp xúc với bất kỳ ai ở bên ngoài.
Đoàn Hữu Trưng và Thể Cúc có một đứa con trai tên là Ngáo, vì quá nhỏ nên chưa xử, đưa cho người bà con đang ở rể trong phủ Tuy Lý Vương nuôi. Khoảng 13 tuổi, Ngáo bỗng dưng "mất tích".
Cả gia đình Hồng Bảo gồm 8 người là Đinh Đạo (Ưng Đạo), Đinh Tự, Đinh Chuyên, Đinh Tương (đều là con Hồng Bảo), Thị Thụy (vợ Hồng Bảo, mẹ Đinh Đạo) và hai đứa con Đinh Đạo (một trai, một gái) đều bị xử giảo (treo cổ).
Vệ úy Tôn Thất Giác bị chém đầu. Hữu quân Tôn Thất Cúc phải uống thuốc độc tự tử. Tự Đức sai đem xác Tôn Thất Cúc ra lăng trì, bêu đầu và con cái đều phải đổi sang họ mẹ.
Nhà sư Nguyễn Văn Quí bị chém bêu đầu, thiêu xác. Chùa Pháp Vân bị triệt hạ.
Quan kinh doãn Nguyễn Văn Tường và phủ thừa Vũ Khắc Bôn đều bị cách chức, nhưng cho lập công để chuộc tội, đề đốc Nguyễn Hữu vì mới nhậm chức nên bị giáng bốn cấp và đổi đi nơi khác...
Để đối phó hậu quả cuộc nổi dậy, Tự Đức phải triệu ngay Nguyễn Tri Phương về lo việc phòng thủ kinh thành. Đến Huế, ông thấy những người tham gia cuộc khởi nghĩa đã lãnh án hết mà người bị tố cáo làm phản vẫn còn mãi, bèn xin vua cho kết thúc để yên ổn lòng người...
Và cũng do biến động này, vua Tự Đức phải đổi tên Vạn Niên cơ thành Khiêm Cung và viết bài "biểu trần tình" dài để biện bạch, trong đó có câu: "Dân chúng nhất thời dại dột mà nghe theo chứ không thật tình thù oán triều đình".

## Nhận xét
Theo sử gia Phạm Văn Sơn:
...Binh sĩ và dân chúng đi theo họ Đoàn bấy giờ chỉ có tính cách tạm bợ, nên sau tiếng quát mắng của Hồ Oai, họ rời ngay hàng ngũ. Ví thử bọn Đoàn Trưng có thành công cũng chỉ được nhất thời mà thôi. Nắm được kinh thành Huế đâu phải là đã nắm được toàn quốc. Lực lượng của vua Tự Đức còn nhiều võ tướng đại thần trung thành...
Bảo rằng Trưng dựa vào uy tín của Hồng Bảo, của Tùng Thiện Vương và lòng căm phẫn của dân chúng tại Huế đối với việc xây dựng Khiêm Lăng, là đủ sức mạnh để lôi cuốn nhân tâm cả ba Kỳ thì thật quá nông cạn...

Đỗ Bang đánh giá:
Mặc dù thất bại nhưng cuộc khởi nghĩa cũng đã thể hiện sâu sắc tinh thần yêu nước, yêu nhân dân của Đoàn Hữu Trưng và của một số người tham gia...

## Chú giải
1. ↑  Lần thứ nhất do Hồng Bảo mưu sự vào năm 1854. Việc không thành, ông chết thảm trong ngục. Lần thứ hai do Hồng Tập mưu sự vào năm 1864. Việc không thành, ông cũng bị hành hình. Xem thêm chú giải 2.
2. ↑  Tả đạo ám chỉ đạo Thiên Chúa, Tây tặc chỉ thực dân Pháp.
3. ↑  Sau khi Tự Đức mất, được đổi tên là Khiêm Lăng.